# Gottvaterspitze
Gottvaterspitze är en bergstopp i Österrike.   Den ligger i distriktet Bludenz och förbundslandet Vorarlberg, i den västra delen av landet, 500 km väster om huvudstaden Wien. Toppen på Gottvaterspitze är 2 438 meter över havet, eller 155 meter över den omgivande terrängen. Bredden vid basen är 1,7 km.
Terrängen runt Gottvaterspitze är huvudsakligen mycket bergig. Närmaste större samhälle är Bludenz, 5,9 km norr om Gottvaterspitze. 
Trakten runt Gottvaterspitze består i huvudsak av gräsmarker. Runt Gottvaterspitze är det ganska glesbefolkat, med 47 invånare per kvadratkilometer.